# Chiemgauer
Le Chiemgauer est une monnaie régionale allemande, qui a commencé en 2003 à Prien am Chiemsee, en Bavière.
Christian Gelleri, professeur dans un lycée, a fondé ce projet avec ses élèves qu'il a chargés du dessin, de l'impression des coupons et d'autres services tels que l'administration, la comptabilité ou la publicité. Actuellement, le Chiemgauer fait partie du réseau national de monnaies régionales en Allemagne (RegioNetzwerk).

## Pourquoi?
1. Création d'emplois : les élèves sont employés pour le service, en gagnant de l'argent.
2. Promotion des activités culturelles, pédagogiques et environnementales : le système Chiemgauer appuie les associations qui travaillent pour de tels buts.
3. Promotion de durabilité : alimentation biologique, énergie renouvelable et d'autres.
4. Renforcement de solidarité : en renforçant les relations humaines entre les magasins locaux et les consommateurs.
5. Stimulation de l'économie locale : Chiemgauer retient le pouvoir d'achat à l'intérieur d'une région mieux que l'euro, en  favorisant les petits magasins locaux et en stimulant les transactions par oxydation.
6. L'argent ne peut pas être employé pour la spéculation[2].

## Fonctionnement
Il existe des billets de 1, 2, 5, 10 et 20 Chiemgauers. Chacun équivalant respectivement à 1, 2, 5, 10 ou 20 €.
Pour être valable, il faut que chaque billet reçoive tous les trois mois un timbre qui correspond à 2 % de sa valeur. Ce système appelé oxydation de la monnaie ou monnaie fondante est une taxe pour encourager la circulation de la monnaie. Il fut inventé par Silvio Gesell. La dépréciation de la monnaie encourage en effet la consommation et l'investissement au détriment de la thésaurisation.
Le Chiemgauer, considéré comme équivalent à l'euro, circule dans la région de Chiemgau de la façon suivante :
- les consommateurs échangent 100 € contre 100 Chiemgauers à une association qu'ils veulent soutenir sans devoir faire de don. Ils peuvent ensuite les dépenser dans des magasins locaux, à parité avec l'euro ;
- les magasins qui acceptent les Chiemgauer peuvent les dépenser à leur tour pour leurs propres achats ou les revendre 95 € les 100 à l'émetteur des Chiemgauers. La perte est consentie car ces magasins gagnent la clientèle des consommateurs qui participent au programme ;
- les associations achètent 100 Chiemgauer à 97 € et les vendent aux consommateurs 100 €, d'où un bénéfice de 3 € à chaque transaction ;
- le bureau émetteur des Chiemgauers en vend 100 pour 97 € et il les rachète à 95 €, la différence remboursant les frais administratifs.

## Statistiques (2012)
- Nombre de membres : 3 000 (2007 : 2 400)
- Nombre de magasins  : 650
- Montant de Chiemgauer en circulation  : 650 000 Chiemgauer (mai 2009)
- Chiffre d'affaires : 6 000 000 Chiemgauer (2007 : 2 300 000 Chiemgauer, 2006  : 1 450 000 Chiemgauer)
- Revenu annuel des associations  : 55 000 Chiemgauer (2007 : 25 100 Chiemgauer, 2006  : 16 800 Chiemgauer)
- Total des revenus des associations depuis 2005  : 240 000 euros